# 香港身份證明書

香港身份證明書

香港身份證明書（英文：Hong Kong Certificate of Identity，CI），是香港曾經簽發的旅遊證件之一，屬於香港政府印製的身份證明文件，由人民入境事務處負責處理申請手續及簽發。證明書的簽發對象是未持有英國國籍或無法取得其他旅行證件的香港永久性居民，使其能前赴外國，其有效期通常為十年。本證件在1997年7月香港主權移交後停止簽發，尚未失效的香港身份證明書可繼續使用，直至有效期屆滿，由於證件有效期為10年，所有香港身份證明書均已於2007年6月30日起已全部失效。現時具中華人民共和國國籍的原香港身份證明書持有人，可以申請香港特別行政區護照。使用香港身份證明書不可進入中國大陸及澳門，由於本證件的持有人應當同時持有香港永久性居民身份證，可使用其身份證入境澳門。

## 設計
香港身份證明書的外皮為綠色，封面上原印有香港紋章，但因應在香港主權移交後可繼續使用，所以後來取消印上紋章。在1979年3月1日曾經簽發一種採用新式設計的香港身份證明書，應用當年相片鐫印系統的先進技術，將證件持有人的相片鐫印在特別的合成紙張上，增強證件的防偽功能，可是這種合成紙張卻很容易脫落，並不耐用，於1980年2月底便停止簽發這種新設計的證明書，而已發出的同款證明書約有86,000本，需要為持有人全數更換。

### 封面
The present Certificate is issued for the sole purpose of providing the holder with identity papers in lieu of a national passport. It is without prejudice to and in no way affects the national status of the holder. If the holder obtains a national passport this Certificate ceases to be valid and must be surrendered to the issuing authority or nearest British Consulate, High Commission or Passport Office for cancellation and return to the Holder.

本証明書之發給，旨在使本証持有人獲得証明身份之文件以作代替護照之用。本証明書對持有人之國籍地位並無妨害，亦無影響。倘持有人另行領得護照時本証明書卽吿無效，屆時必須將之繳回發証機關或就近之英國領事館、高級專員公署或護照簽發處，以便於註銷後歸還持有人。

### 封底
以下是證件印有的英文原文（未提供中文譯本）：

1. This Certificate of Identity remains property of the Hong Kong government. It will normally be cancelled if the holder obtains a national passport or other travel document.
2. Certificates of identity are normally valid for ten years from date of issue, but may be made valid for shorter periods in certain circumstances.
3. The holder may return to Hong Kong without visa, provided the Certificate is valid.
4. The holder is advised to obtain visas for any country he wishes to visit or pass through.
5. Should the holder take up residence in a country or territory outside Hong Kong application should be made to the competent authorities of this country of residence for a new travel document.
6. The issue of this certificate does not confer a right on the holder to the protection of British diplomatic or consular representatives abroad, nor does it exempt the holder from the provisions of the Hong Kong Immigration Ordinance Chapter 115.
7. The Certificate is a valuable document and should not be altered in any way or allowed to pass into the possession of an unauthorised person. If lost or destroyed, a report should immediately be made to the issuing office or to the nearest British Consulate, High Commission or Police Office, as well as to the local police.

以上是印在1980年發出的 I.D. 67（Revised）版本的注意事項。

## 使用情況
申領香港身份證明書的人士大部分原是中華民國或中華人民共和國的居民，他們有不少是在中國大陸的動亂或戰亂時期離開原居地，其後移居香港並取得香港永久性居民資格，雖然他們其後獲簽發香港永久性居民身份證及可在香港無條件居留，但不等於同時享有英國屬土公民的身份，除非申請歸化英籍並獲得批准，否則不符合資格申領英國屬土公民護照或英國國民（海外）護照。這類沒有取得英國屬土公民資格的人士，又因為已移居英屬香港而失去原居地戶籍，不能領取中華民國護照或中華人民共和國護照，香港政府於是向他們簽發香港身份證明書，以供這類不具備英國國籍，又沒有任何外國國籍的香港永久性居民，可用作旅遊證件。
身份證明書與當時同樣由香港入境事務處簽發的英國屬土公民護照或英國國民（海外）護照不同，身份證明書只能證明持有人可返回香港及具有香港居留權，但不能證明持有人的國籍，外國常將身份證明書的使用者視為無國籍，除了韓國及新加坡等少數國家向身份證明書的使用者提供免簽證待遇外，前往大部份國家和地區都需要預先辦理簽證，由於從中國大陸移民到香港的中國籍居民既被中國大陸當局拒絕發出中華人民共和國護照，台灣當局又不向其簽發中華民國護照，若然他們未有歸化英籍及取得英屬香港發出的護照，這些原中國大陸居民或會感到外遊不便，甚至會感到被其原居的中國遺棄，身份證明書的簽發條款亦註明本證件與國籍無關，持有人一旦取得任何護照，包括英屬香港發出的護照，便須要將身份證明書註銷。香港另有一種採用類似設計的證件名為「簽證身份書」，簡稱（D.I.），由香港政府於1979年11月首次簽發，給尚未取得香港永久性居民身份證的人士作為外遊證件，主要使用者是來港居住不足7年的新移民，惟其旅遊效用更不如香港身份證明書。

## 身份證明書的認可
1987年7月1日，政府引進了香港居留權的立法。此立法確保在香港主權移交後，香港身份證明書能繼續在國際旅遊中使用。身份證明書背後指出「持有人持有香港居留權，香港永久性居民身份證」（The holder has the right of abode in Hong Kong, Hong Kong permanent identity card）。為確保身份證明書能於香港主權移交後繼續使用，英國政府和中國政府對香港身份證明書有以下認可︰
|  | 此護照持有人擁有香港居留權，其香港永久性居民身份證號碼為xxxxx。 （The holder of this passport has Hong Kong permanent identity card number xxxx which states that the holder has the right of abode in Hong Kong.） |

## 免簽證入境待遇
以香港身份證明書進入以下國家/地区曾享有免簽證待遇︰
- 南韓：30天
- 帕勞：無指定停留日數（視乎入境人員最後決定）
- 荷屬安的列斯 / 阿魯巴：14天
- 北馬里亞納群島：1個月
- 新加坡：30天

由於香港身份證明書於2007年6月30日全數過期，故此以上國家/地区不再視香港身份證明書作有效旅遊證件。